# Lourenço Baeta
Lourenço Baeta Bastos, mais conhecido como Lourenço Baeta (30 de Agosto de 1952) é um cantor, instrumentista  (violonista e flautista), ator e compositor carioca. 

## Biografia
Começou a tocar violão aos 14 anos de idade. Estudou música nos anos 70 no Instituto Villa-Lobos (RJ), teoria musical e flauta (com Odette Ernest Dias) na Pró-Arte, piano e voz no Conservatório Brasileiro de Música. Em 1972 participou, como ator, do espetáculo "Hair" e em 1973 do filme "Os primeiros momentos", dirigido por Pedro Camargo.  Em 1975 e 1976 , seguiu o Curso de Musicoterapia no Conservatório Brasileiro de Música. Em 1980, passou a integrar o grupo Boca Livre, no qual vem atuando desde então.
Casou-se em 1978 com Ana Maria Machado, que ocupa a cadeira numero 1 da Academia Brasileira de Letras, com quem tem uma filha nascida em 1983, Luisa.

## Discografia

### LPs
- 1979 - Lourenço Baeta - Continental
- 1981 - Bicicleta - Independente
- 1982 - Folia - PolyGram
- 1983 - Boca Livre - Independente
- 1989 - Boca Livre em concerto - Som Livre

### CDs
- 1992 - Dançando pelas sombras - MP,B/Warner
- 1995 - Song Boca - Velas
- 1996 - Americana - Velas
- 1997 - Boca Livre convida-20 anos - Indie Records
- 2000 - Boca Livre e 14 Bis-Ao vivo - Indie Records
- 2001 - Nossos Cantos
- 2007 - Boca Livre ao Vivo

### DVDs
- 2007 - Boca Livre ao Vivo